# Zinkgießerei Liebenwalder Straße

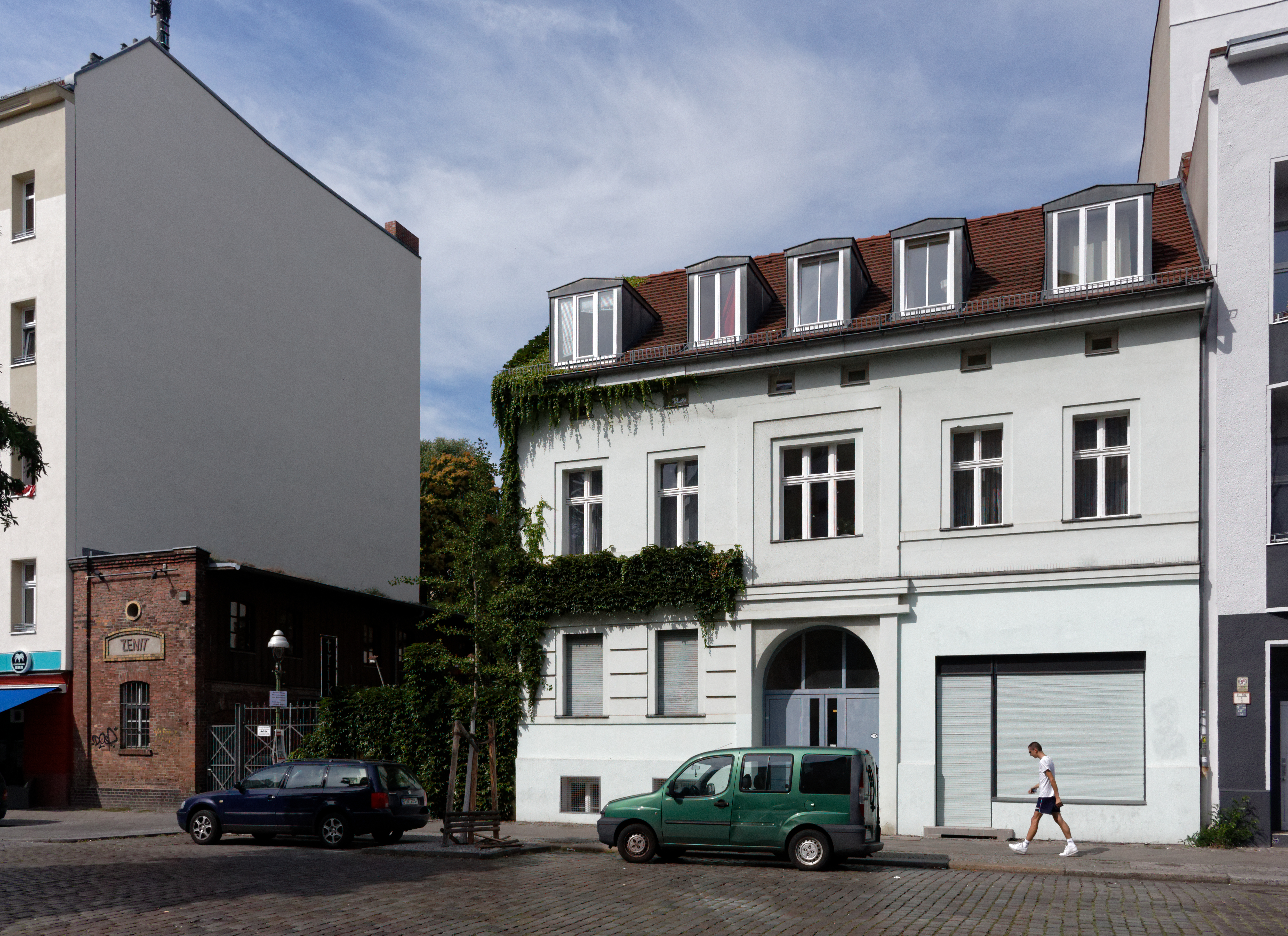
Liebenwalder Straße 2–3 in Berlin-Wedding: Wohnhaus mit Ladengeschäft (rechts) und Wirtschaftsgebäude (links)

Die Zinkgießerei Liebenwalder Straße ist ein denkmalgeschütztes Gebäudeensemble in der Liebenwalder Straße 2–3 in Berlin-Wedding. Das ursprünglich als einfaches Wohnhaus mit Keller, zwei Wohngeschossen, ziegelgedecktem Satteldach und einem rückwärtigen Seitenflügel errichtete Anwesen ist als Beispiel der damals typischen vorstädtischen Bebauung des Weddings erhalten geblieben. Es wurde 1875 im Auftrag des Pfandleihers C. A. Keßler von Mauermeister E. Bremer errichtet und 1888 vom Rixdorfer Metallhändler Ernst Radicke zur Zinkgießerei umgebaut.

## Geschichte
Die damals außerhalb der sich rasant entwickelnden Residenzstadt Berlin liegenden besonderen Regierungsbezirke Wedding und Gesundbrunnen erhielten 1840 nach dem Plan der Schmuck- und Grünzüge von Peter-Josef Lenné eine Art ersten General-Bebauungsplan. Sein Interesse galt jedoch eher der städtebaulichen Verbesserung Berlins als einer planerisch gesteuerten Entwicklung des nördlichen Vorlands. Die Bebauung im Vorland bestand zu dieser Zeit wohl hauptsächlich aus eingeschossigen Wohnhäusern mit Satteldach und einer separaten Wohnung mit Küche, Kammer, Stube in offener Bauweise von ländlichem Aussehen. Die Wohnhäuser mit rückwärtigem Nebengebäude standen ohne Ausrichtung auf die Straßenführung auf den Grundstücken.

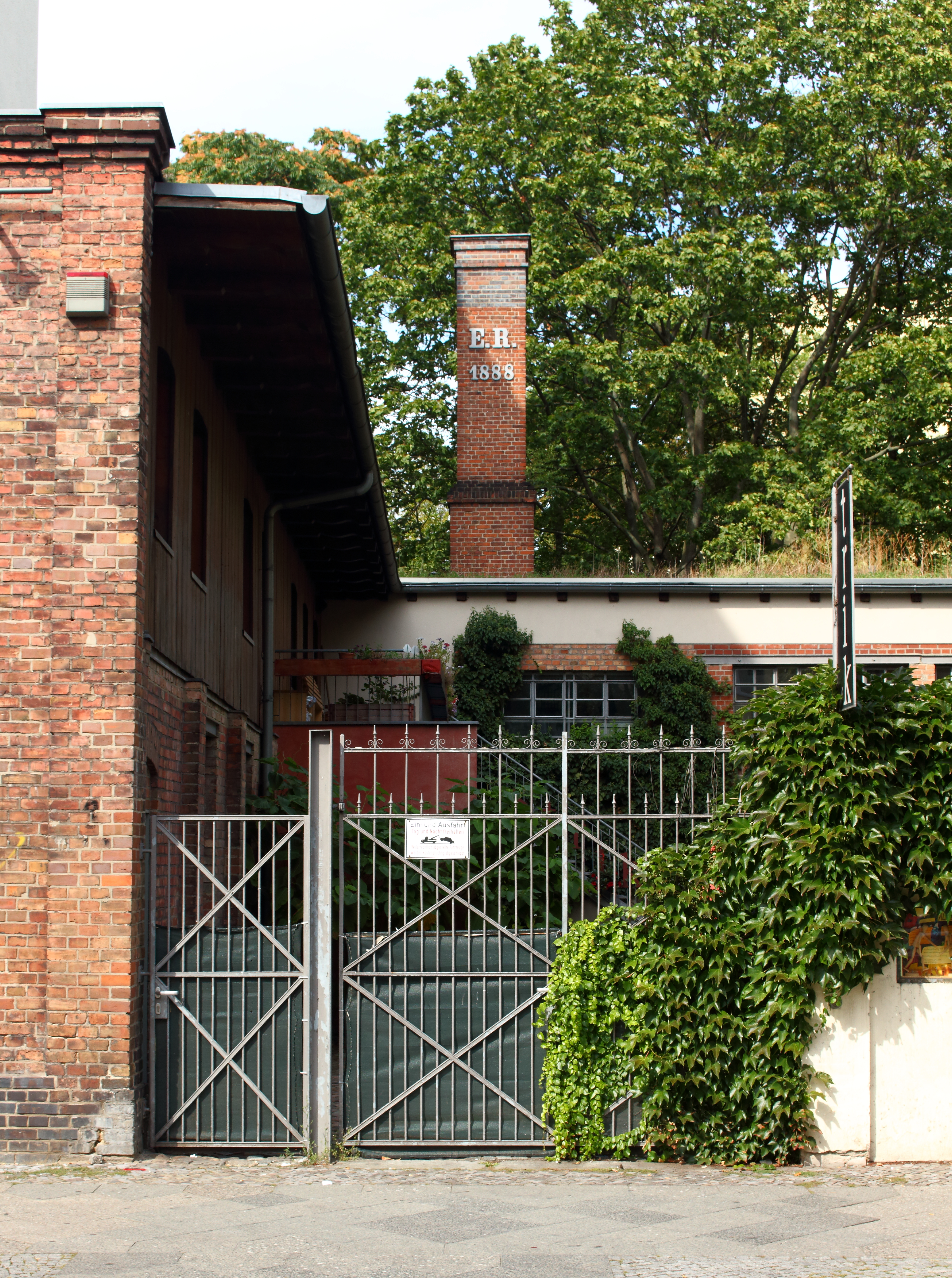
Hofeinfahrt zur Zinkgießerei mit Schornstein

Die Eingemeindung des Weddings, die auf Grundlage der Kabinettsorder vom 28. Januar 1860 am 1. Januar 1861 vollzogen wurde, war die rechtliche Voraussetzung für die Umsetzung des 1858 in Auftrag gegebenen Hobrecht-Plans. Die eingeschossigen Kolonistenhäuser wichen in den nächsten Jahren zwei- bis dreigeschossigen Wohnhäusern ohne Seitenflügel und Hintergebäuden. In den meisten Berliner Hinterhöfen existierten zudem Gewerbebauten, die immer wieder verändert und erweitert wurden. Das in der Liebenwalder Straße 2–3 errichtete Gebäudeensemble erinnert an die damals typische Verbindung von Handwerk, Gewerbe und Wohnen. Die 1878 von Mauermeister H. Eicke errichteten niedrigen Backsteinbauten an der linken und hinteren Grundstücksgrenze fungierten als Stall und Remise. 1888 wurden diese Gebäude in eine Zinkgießerei umgebaut. Die Initialen des Bauherrs Ernst Radicke sowie das Jahr der Errichtung zieren noch heute den alten Schornstein (siehe Bild rechts). Der Kopfbau an der Straße, ehemals geschmückt mit einem Staffelgiebel, entstand 1891. Später wurde in den Wirtschaftsgebäuden eine Schmiede eingerichtet. Das Ladengeschäft wurde 1897 eröffnet. 1908–09 wurde das Seitengebäude aufgestockt, um einen Lagerraum zu gewinnen.
Mit Fertigstellung des Bahnhofs Wedding 1871 mit Anbindung an die Berliner Ringbahn entwickelte sich Wedding zum Arbeiterquartier und Industrierevier. Durch die Entwicklung der einzelnen Industriestandorte begann in den 1870er Jahren die Bebauung mit Berliner Mietskasernen. Die Bebauung war jedoch in den nächsten Jahrzehnten noch durch regelloses Wachstum entlang der Ausfallstraßen geprägt, sodass von einem „Mietshausgürtel“ keine Rede sein konnte. Vielmehr ergab sich in dieser Zeit eine zerstückelte Wohnbebauung, die durch Eisenbahnanlagen, Kanäle oder Exerzierflächen voneinander getrennt war. Erst in den Jahren nach 1925 wurden die restlichen Flächen des Hobrecht-Plans im Rahmen des Sozialen Wohnungsbaus bebaut. Entscheidend war auch eine neue Bauordnung, wonach nur noch Blockrandbebauung zulässig war. Die Vorstadtbebauung mit Hof, Seitenflügel und Quergebäude hinter dem Vorderhaus wurde dadurch endgültig von großstädtischen Mietshäusern verdrängt.
Das klassizistische Dekor der erhalten gebliebenen Gebäude in der Liebenwalder Straße 2–3 wurde um 1947 zerstört und 1990–93 vereinfacht wiederhergestellt. In den instandgesetzten Gewerbebauten ist heute ein Jugendhilfeprojekt untergebracht.